# 30852 Debye
30852 Debye este un asteroid din centura principală, descoperit pe 2 octombrie 1991, de Freimut Börngen și Lutz Schmadel.